# Тип 62 Коломенского завода
Тип 62 (заводское обозначение) — танк-паровоз типа 0-3-0 среднего веса, выпускавшийся Коломенским заводом с 1897 по 1912 годы.

## Предыстория

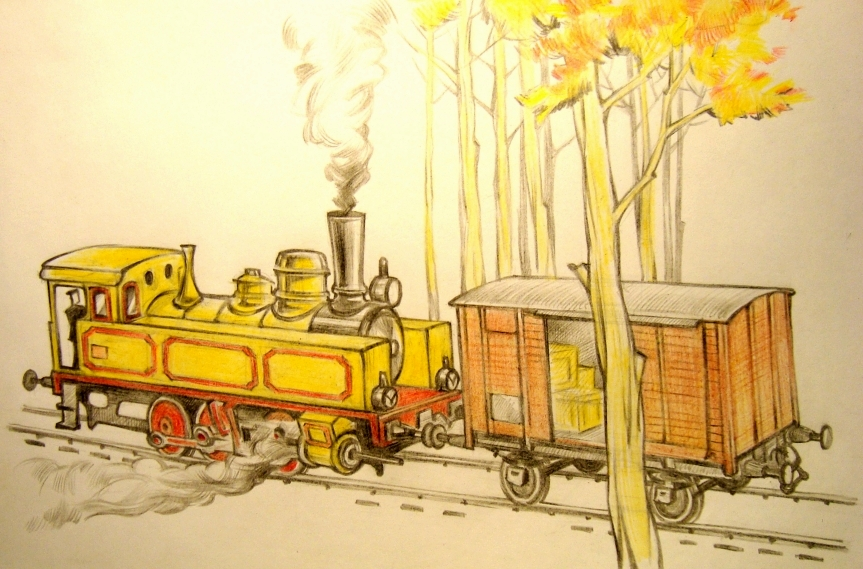
Танк-паровоз заводского типа 19

В 19-м веке из поставлявшихся на железные дороги и предприятия Российской империи танк-паровозов значительную часть составлял импорт. В 1870-е годы разнообразие конструкций танк-паровозов значительно выросло, так как дороги намеревались их сравнить и выбрать среди них наиболее подходящую для российских условий. А в 1877 году свои первые танк-паровозы (заводской тип 19) выпустил Коломенский завод.
В 1890-е годы происходит переход от импортных поставок на отечественное производство, что также влечёт сокращение разновидностей конструкций. В этот период российские заводы с учётом полученного опыта начинают разрабатывать собственные танк-паровозы лёгкого и среднего веса.

## История выпуска

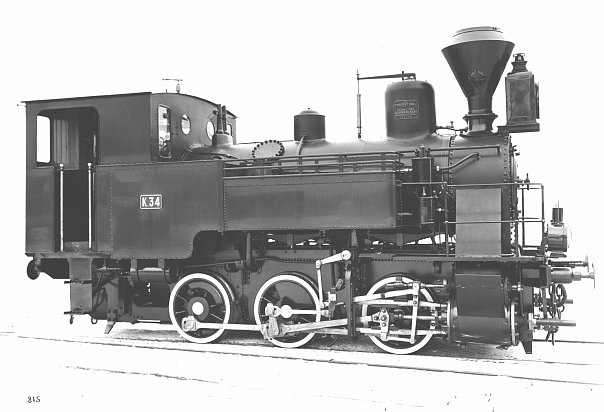
Паровоз типа 62 постройки 1901 года

Коломенский завод разработал конструкцию танк-паровоза типа 0-3-0, который получил заводской тип 62. Он имел паровой котёл диаметром 1310 мм, цилиндрическая часть которого состояла из 146 дымогарных труб диаметром 41/46 мм при длине 3240 мм. Рессорное подвешивание было трёхточечным статически определимым, для чего рессоры над буксами первой и второй колёсных пар с каждой стороны соединялись продольными балансирами, а рессоры под буксами третьей колёсной пары — поперечным балансиром.
Паровозы типа 62 были рассчитаны на отопление либо нефтью, либо углём. При нефтяном отоплении запасы топлива и воды составляли соответственно 3 м³ и 6 м³ при сцепном весе 42,3 т; при угольном отоплении — 1,45 м³, 7 м³ и 41,3 т соответственно.
В 1897 году Коломенский завод выпустил 24 паровоза типа 62 с нефтяным отоплением для Владикавказской железной дороги и 4 паровоза с угольным отоплением для Новороссийского порта.
В 1900 году конструкция паровоза типа 62 была доработана, в том числе объём водных баков увеличен до 8 м³ и поставлены паровоздушные насосы для тормозной системы; при этом вес паровоза возрос до 44—45 т. Танк-паровозы типа 62 изменённой конструкции выпускались до 1912 года.
| Год  | Количество | Обозначение   | Топливо | Заказчик                                          | Комментарий                                                                               |
| ---- | ---------- | ------------- | ------- | ------------------------------------------------- | ----------------------------------------------------------------------------------------- |
| 1897 | 24         | Т.1011—Т.1034 | нефть   | Владикавказская ж.д.                              | Часть имела тормоза Вестингауза В 1900 году получили номера 2011—2034 с сохранением серии |
| 1897 | 4          | …             | уголь   | Новороссийский морской порт                       |                                                                                           |
| 1900 | 10         | Тк.351—Тк.360 | уголь   | Екатерининская ж.д.                               | Часть имела паровые тормоза                                                               |
| 1901 | 20         | З.241—З.260   | уголь   | Курско-Харьково-Севастопольская ж.д.              | На Южных ж.д. получили обозначения Тк.2241—Тк.2260                                        |
| 1901 | 10         | Тк.403—Тк.412 | дрова   | Московско-Ярославско-Архангельская ж.д.           | На Северных ж.д. получили номера 1403—1412 с сохранением серии                            |
| 1901 | 10         | Бк.25—Бк.34   | уголь   | Китайско-Восточная ж.д.                           |                                                                                           |
| 1902 | 10         | Тк.17—Тк.26   | нефть   | Московско-Курская, Нижегородская и Муромская ж.д. |                                                                                           |
| 1904 | 1          | …             | уголь   | Сулинское общество Н. П. Пастухова                |                                                                                           |
| 1910 | 1          | № 51          | нефть   | Армавир-Туапсинская ж.д.                          |                                                                                           |
| 1911 | 1          | № 52          | нефть   | Армавир-Туапсинская ж.д.                          |                                                                                           |
| 1912 | 3          | № 54—56       | нефть   | Армавир-Туапсинская ж.д.                          |                                                                                           |

Всего было построено 94 танк-паровоза заводского типа 62; с 1910 года Коломенский завод начал выпускать танк-паровозы типа 118, созданные на основе конструкции типа 62. В 1912 году числившиеся в локомотивном парке Министерства путей сообщения паровозы типа 62 получили обозначение серии Ьк (ерь-ка).

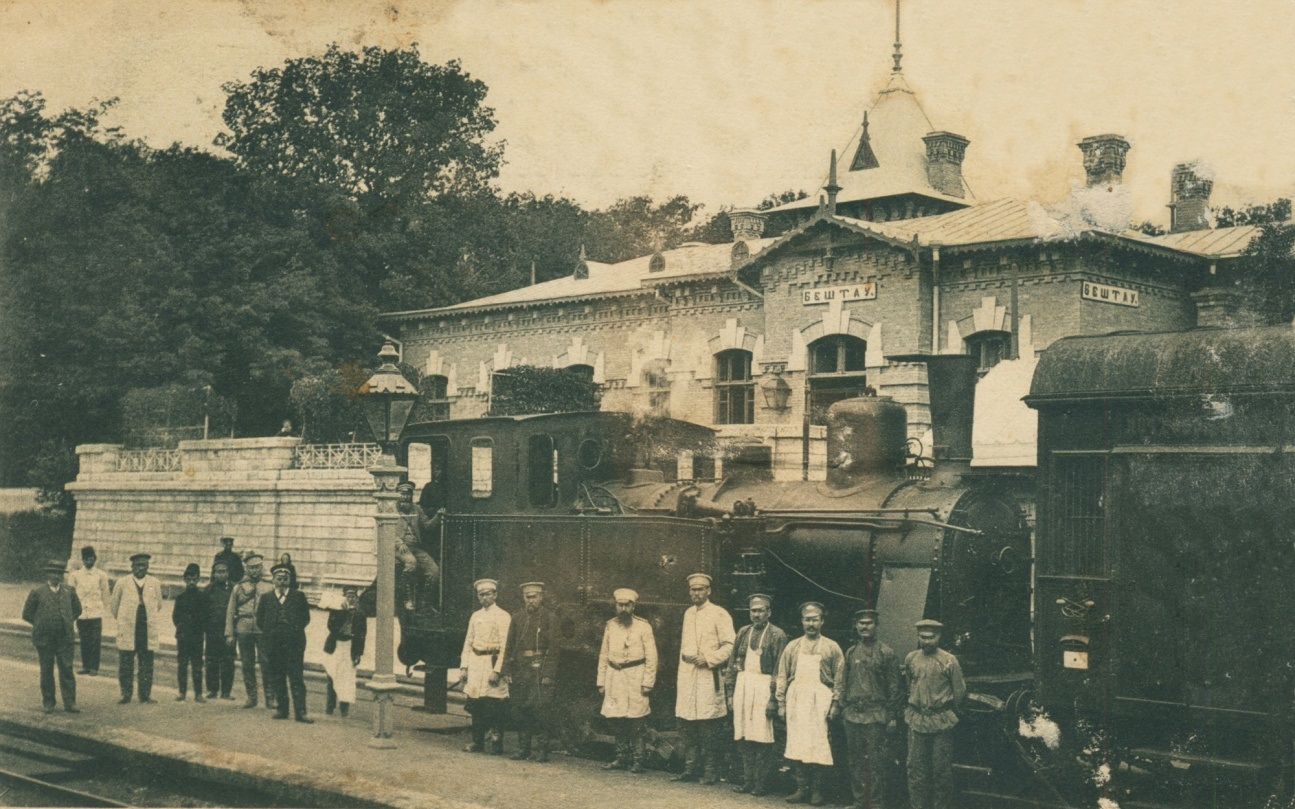
Бештау
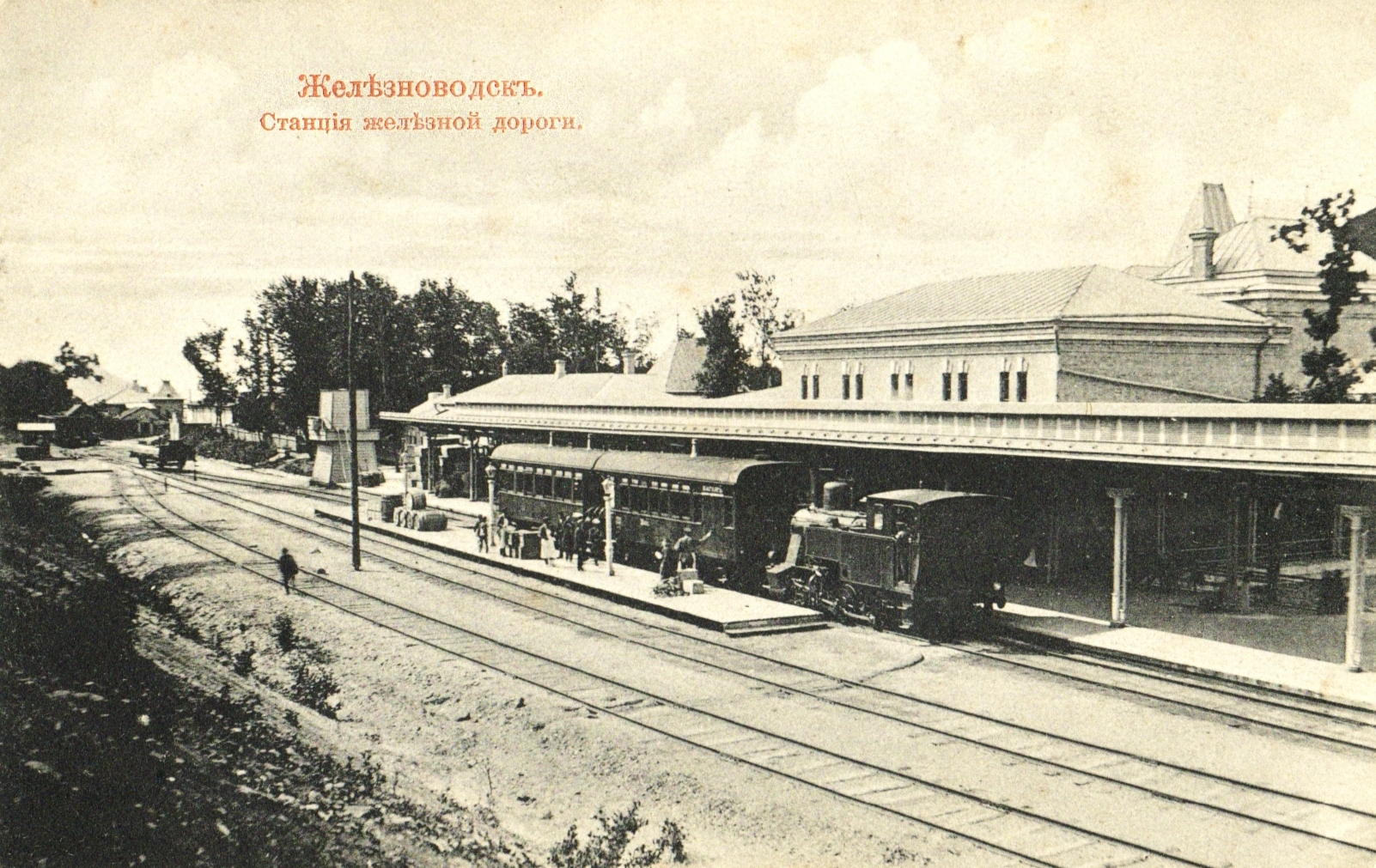
Железноводск
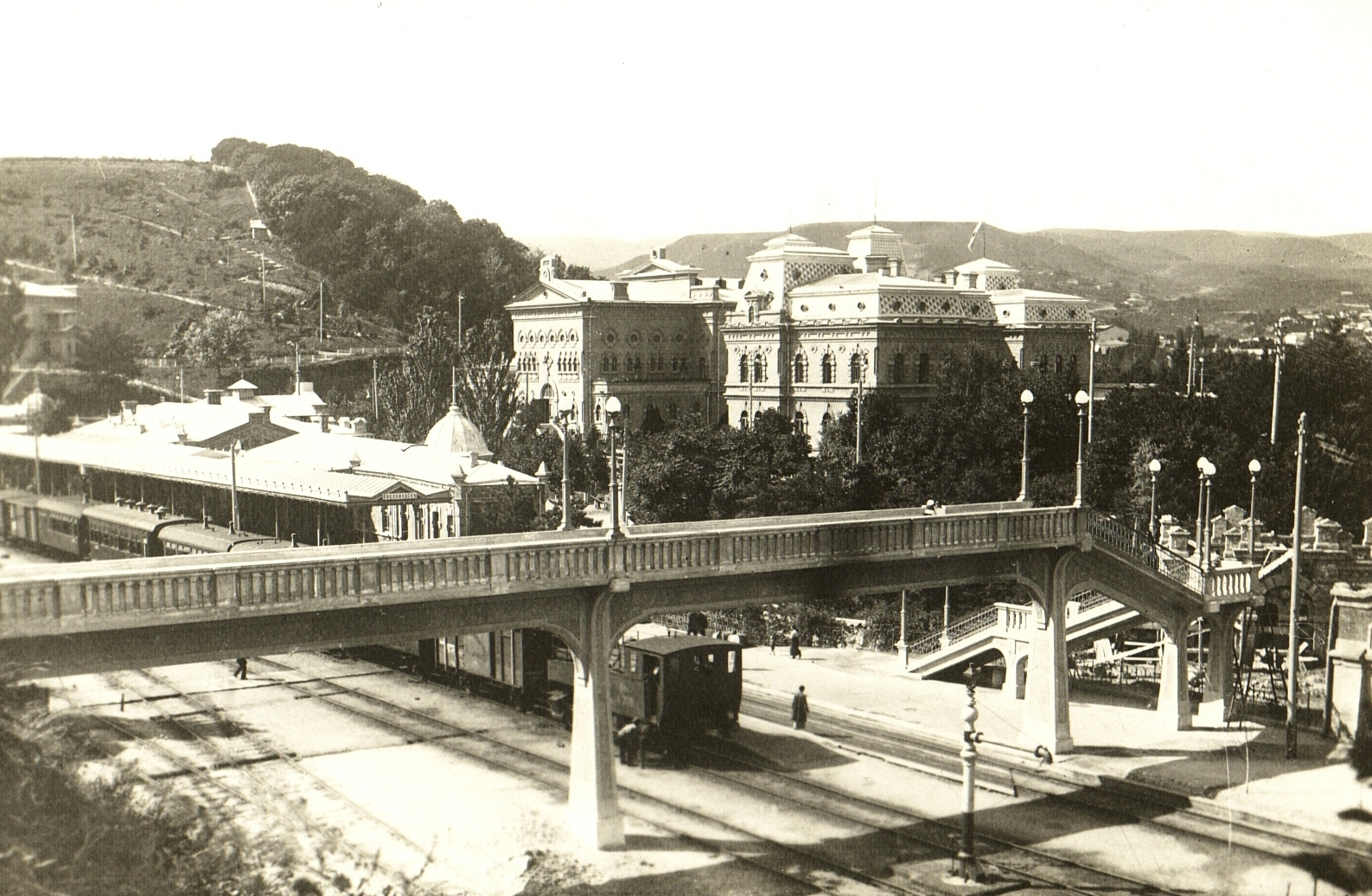
Кисловодск

Также в 1897 году немецкая организация Hannoversche Maschinenbau построила для Китайско-Восточной железной дороги 12 танк-паровозов со схожими техническими параметрами; на дороге они получили обозначения А.1 — А.12.

## Сохранившиеся паровозы
На 2023 год имеются данные о четырёх сохранившихся паровозах типа 62. Все они были выпущены в 1897 году для Владикавказской железной дороги.
| изображение | номер  | местонахождение             | комментарий |
| ----------- | ------ | --------------------------- | --- |
|             | Ь.2012 | ТЧ-16 Подмосковная          | Работал в депо Рославль до 1985 года, после чего был там-же установлен памятником. В 2017 году восстановлен до рабочего состояния. |
|             | Ь.2021 | Краснодар I                 | Памятник первому паровозу Екатеринодара. Установлен 15 июля 1987 года. В 2023 году восстановлен до рабочего состояния.             |
|             | Ь.2023 | Музей железных дорог России | |
|             | Ь.2034 | Минеральные Воды            | Мемориал «Паровоз» ( 261710978860005). Установлен в 1975 году.                                                                     |